# Demolition Man
Demolition Man (conocida como El Demoledor en Hispanoamérica) es una película de acción y ciencia ficción de 1993 dirigida por Marco Brambilla y protagonizada por Sylvester Stallone, Wesley Snipes y Sandra Bullock. El guion se basó libremente en la novela Un mundo feliz de Aldous Huxley y tiene muchas alusiones a la novela The Sleeper Awakes (versión revisada de Cuando el dormido despierte) de H. G. Wells.
La cinta relata la historia de John Spartan, un oficial de policía que se arriesga y que tiene fama de causar destrucción mientras realiza su trabajo. Después de un intento fallido de rescatar a los rehenes del malvado criminal Simon Phoenix, ambos son condenados a la prisión criogénica en 1996. 36 años después, Phoenix se descongela para una audiencia de libertad condicional en 2032, pero este se escapa. La sociedad ha cambiado y todo relacionado con el crimen y el libre albedrío aparentemente han sido eliminados. Incapaces de lidiar con un criminal tan peligroso como Phoenix, las autoridades deciden liberar a Spartan para ayudar a capturarlo nuevamente.
La película se estrenó en los Estados Unidos el 8 de octubre de 1993 y el 21 de enero de 1994 en España. Recaudó $159.1 millones en todo el mundo y fue considerada una película de éxito para Stallone.

## Argumento
En un apocalíptico 1996, John Spartan (Sylvester Stallone), es un policía eficiente, bastante temerario y de métodos muy expeditivos que ha recibido el apodo de Demolition Man por su tendencia a destruir edificios durante su trabajo. En una misión intenta capturar a su némesis, el criminal Simon Phoenix (Wesley Snipes), se ve implicado en la muerte de rehenes.
La justicia condena a ambos, tanto al policía como al criminal a una peculiar pena: la prisión criogénica o la crioprisión, que consiste en congelar a los criminales en un estado de animación suspendida mientras un programa informático induce su rehabilitación acorde con sus características criminales y genéticas.
36 años después en 2032, Phoenix es despertado para la revisión de su libertad condicional, pero éste de alguna manera consigue la contraseña para liberarse de sus esposas, se aprovecha para matar al director de la prisión y consigue escapar a la ciudad de San Ángeles (fusión de lo que hoy se conoce como Los Ángeles, San Diego, San Bernardino y Santa Bárbara en California). En este mundo, los policías son tremendamente diplomáticos y poco agresivos, para los cuales, términos como homicidio, secuestro o robo son extremadamente poco comunes, llegando al extremo de no reaccionar como tales por sí mismos ante un delito: para simplemente arrestar a un delincuente, se les debe decir exactamente qué hacer, porque la delincuencia es casi nula, por lo que a Phoenix no le cuesta mucho trabajo el provocar estragos en la pacífica sociedad. Ante la incapacidad de detener a un criminal de métodos antiguos, la ley dispone como solución liberar a Spartan, el policía que lo capturó en el pasado.
Una vez liberado, Spartan contará con la ayuda de la teniente Lenina Huxley (Sandra Bullock), una policía fascinada con el siglo XX, y Zachary Lamb (Bill Cobbs), un policía veterano que fue cadete en la época donde fue congelado Spartan. En el proceso, Spartan va descubriendo un mundo totalmente diferente al que dejó, pero le disgusta la tranquilidad forzada de esta sociedad y sus reglas de convivencia (dicha tranquilidad forzada se manifiesta en el hecho de que cualquier persona que dice una grosería es inmediatamente multada, y que tener relaciones sexuales con "intercambio de fluidos" es ilegal) y comienza a tener problemas con muchas de las personas con las que interactúa, ya que lo consideran un bárbaro incivilizado.
Spartan logra rastrear a Phoenix, quien irrumpió en una exposición de armas de fuego en un museo local para conseguir armamento. Ambos tienen una espectacular pelea, pero Phoenix logra escapar y tiene un breve encuentro con el Dr. Raymond Cocteau (Nigel Hawthorne), el alcalde y creador de la sociedad de San Ángeles. Este resulta ileso gracias a la intervención de Spartan y en agradecimiento lo invita a cenar en Taco Bell (en la versión europea, le invita a cenar en Pizza Hut).
Durante la velada con Cocteau, irrumpen afuera del restaurante proscritos conocidos como "Despojos" ("Sobras" en Hispanoamérica), que son renegados y auto-exiliados de la sociedad utópica de San Ángeles que han optado por vivir en las alcantarillas que conducen a las ruinas de la vieja Los Ángeles, y buscan derrocar a la utopía planteada por Cocteau. Basta con Spartan para someter a todos y hacerlos huir, pero éste se da cuenta de que lo único que buscaban era obtener comida, por lo que cuestiona si en verdad está haciendo lo correcto.
Lo que es desconocido por todos es que la liberación de Phoenix no fue casual: Cocteau lo liberó y lo rehabilitó en técnicas de combate, hackeo de sistemas computacionales y uso de armas porque le asignó un trabajo que hacer: matar a Edgar Friendly (Denis Leary), líder de los "Despojos" quien encabeza la resistencia subterránea y que representa la más seria amenaza a sus planes de proseguir con su sociedad idílica. Finalmente, tiene un encuentro con Phoenix, quien escucha su oferta y la acepta a cambio de que liberara a algunos criminales peligrosos que se encontraban congelados purgando sus condenas, la promesa de Cocteau por regresar a Spartan a la crioprisión si antes no era asesinado, mediante armas letales con municiones y el control de las ciudades costeras de California (como Malibú).
Mientras tanto, Spartan y Huxley, al revisar los videos de las cámaras de vigilancia, observan que Phoenix no asesinó a Cocteau teniendo todo el tiempo y oportunidad para hacerlo, así que deciden investigar la rehabilitación de Phoenix en la base de datos clasificada de la policía; al ver los resultados inusuales y anormales de la misma, acuerdan visitar al alcalde en su oficina del gobierno de San Ángeles para aclarar dudas. Allí son recibidos por su asistente Bob (Glenn Shadix), alegando disculpas por la ausencia física de Cocteau y únicamente éste habla con ellos a través de videoconferencia. Al no encontrar una respuesta satisfactoria, Spartan logra irrumpir en la oficina privada del alcalde, amenaza a éste y le advierte que llegará hasta el fondo de la verdad, antes de irse del lugar junto con Huxley. Posteriormente, Cocteau llama a Phoenix y le recrimina a este por no cumplir aún los objetivos que se le habían encomendado; hastiado, Phoenix lo traiciona y decide deshacerse del alcalde solicitando a uno de sus esbirros que lo asesine (Phoenix no podía hacerlo directamente por una cláusula mental en su rehabilitación), quedando con el control de facto de la zona de San Ángeles.
Spartan y Huxley deducen que dado que en este tiempo, el dinero y la personalidad están intrínsecamente ligados con los datos biométricos de cada individuo, pero como Phoenix no contaba con registro alguno y no podría comprar comida ni bienes en esta sociedad, deciden bajar a las alcantarillas junto al policía Alfredo García (Benjamin Bratt) al inferir que el criminal podría estar ahí escondido. Spartan parece sentirse muy a gusto en el mundo subterráneo, más acorde a lo que existió en su época; tanto es así que decide degustar una hamburguesa hecha con carne de rata ante las náuseas de Huxley y García. Sin embargo, son interceptados por Friendly y su grupo de seguidores, quienes creen que vienen por parte de Cocteau y desean apresarlos.
Después de que los policías y los rebeldes aclararan sus intenciones, se revela que Friendly más que un líder revolucionario es un inconforme con el orden establecido vigente y lo único que busca es retornar al libre pensamiento individualista para que cada quién pueda vivir su vida como mejor le plazca. En ese sentido, coincide con Spartan y éste lo convence de que está de su lado, y que viene a advertirle de Phoenix. Justo en ese instante, Phoenix y su banda irrumpen en las alcantarillas buscando asesinar a ambos, iniciando una frenética persecución y batalla. En este punto, Phoenix revela que los pasajeros del autobús que secuestró en 1996 ya estaban muertos antes de que Spartan llegara, así que el último fue a prisión por un crimen que nunca cometió.
Phoenix finalmente se escapa, pero Spartan y Huxley lo persiguen hasta la crioprisión, no sin antes acabar con toda la banda que Phoenix conformó. En el camino encuentran el cuerpo incinerado de Cocteau, muerto a tiros por uno de los hombres de Phoenix. Pronto descubren que Phoenix está descongelando a los peores delincuentes de la crioprisión. Después de inmovilizar a Huxley con un neuralizador, Spartan va solo y se enfrenta por última vez con Phoenix, quien parece tener ventaja por su dominio en técnicas de artes marciales. Pero en el último momento, Spartan estrella una cápsula congelante en el piso que está mojado para congelar a Phoenix, elude a su propia trampa y se impulsa para arrancarle la cabeza a Phoenix y terminar con él. Los daños producidos por la pelea hace que el sistema de máquinas se sobrecargue y Spartan apenas logra salir antes de que la crioprisión explote por completo el lugar.
Al final, se muestra a los policías de San Ángeles junto a los "Despojos", con deseos mutuos por trabajar juntos para construir una nueva sociedad y luego Spartan se va con Huxley para explorar la vida en el futuro.

## Reparto
- Sylvester Stallone como John Spartan.
- Wesley Snipes como Simon Phoenix.
- Sandra Bullock como Teniente Lenina Huxley.
- Nigel Hawthorne como Dr. Raymond Cocteau.
- Benjamin Bratt como Alfredo García.
- Bob Gunton como Jefe de policía George Earle.
- Glenn Shadix como Secretario Bob.
- Denis Leary como Edgar Friendly.
- Steve Kahan como Capitán Healy.
- Mark Colson como Alcaide William Smithers (joven).
- Andre Gregory como Alcaide William Smithers (viejo).
- Bill Cobbs como Zachary Lamb.
- Rob Schneider como Erwin.
- Paul Perri como Líder de escuadrón.
- Jack Black como Rebelde de las alcantarillas.
- Trent Walker como Guardia #1 en el museo.
- Chris Durand como Guardia #2 en el museo.
- Susan Lentini como Reportera.
- Rosemarie Lagunas como Despojo en el puesto de hamburguesas.
- Ben Jurand como Criminal de Phoenix.

## Doblaje
| Personaje                            | Actor original Estados Unidos | Actor de doblaje Hispanoamérica | Actor de doblaje España |  |
| ------------------------------------ | ----------------------------- | ------------------------------- | ----------------------- |  |
| John Spartan                         | Sylvester Stallone            | Blas García                     | Ricardo Solans          |  |
| Simon Phoenix                        | Wesley Snipes                 | Mario Castañeda                 | Juan Carlos Gustems     |  |
| Teniente Lenina Huxley               | Sandra Bullock                | Rocío Garcel                    | Mercedes Montalá        |  |
| Dr. Raymond Cocteau                  | Nigel Hawthorne               | Maynardo Zavala                 | Dionisio Macías         |  |
| Alfredo García                       | Benjamin Bratt                | Ulises Maynardo Zavala          | Luis Fenton             |  |
| Jefe de policía George Earle         | Bob Gunton                    | Sergio Barrios                  | Claudi García           |  |
| Edgar Friendly                       | Denis Leary                   | Paco Mauri                      | Armando Carreras        |  |
| Secretario Bob                       | Glenn Shadix                  | Miguel Ángel Ghigliazza         | Eduardo Muntada         |  |
| Capitán Healy                        | Steve Kahan                   | Armando Réndiz                  | Jesús Díez              |  |
| Líder de escuadrón                   | Paul Pierri                   | Armando Réndiz                  | Antonio García Moral    |  |
| Guardia #1 en el museo               | Trent Walker                  | Fabián Mejía                    |                         |  |
| Alcaide William Smithers             | Mark Colson (joven)           | Fabián Mejía                    | Antonio García Moral    |  |
| Alcaide William Smithers             | Andre Gregory (viejo)         | Jesse Conde                     | Antonio García Moral    |  |
| Guardia #2 en el museo               | Chris Durand                  | Ismael Castro                   |                         |  |
| Zachary Lamb                         | Bill Cobbs                    | Eduardo Borja                   | Pepe Mediavilla         |  |
| Erwin                                | Rob Schneider                 | Marcos Patiño                   | Javier Roldán           |  |
| Reportera                            | Susan Lentini                 | Araceli de León                 |                         |  |
| Despojo en el puesto de hamburguesas | Rosemarie Lagunas             | Araceli de León                 |                         |  |
| Criminal de Phoenix                  | Ben Jurand                    | Alejandro Villeli               |                         |  |

## Escenario del futuro
En el lapso de historia acontecido entre los años 1996 y 2032 se habla que en los Estados Unidos experimentó un período de anarquía y violencia extrema que duró hasta la segunda década del siglo XXI, donde tal escenario casi destruyó a la humanidad. Por lo tanto, Cocteau refundó la sociedad con base a su proyecto de edén terrenal que se convertiría en San Ángeles.
La película describe una sociedad futurista donde la delincuencia ha sido prácticamente erradicada y sus habitantes viven conforme a su programación de nacimiento con base a características predeterminadas (inspirado en la novela Un mundo feliz de Aldous Huxley), de hecho el nombre de la protagonista Lenina Huxley, es un guiño al personaje principal de dicha obra y el apellido del autor. Los valores de la sociedad del futuro han sufrido un proceso de infantilización, ya que sus habitantes prácticamente carecen de maldad a priori, así como de libre albedrío.

### Datos y normas sociales del futuro
- Las canciones son viejos jingles comerciales o infantiles del siglo XX. Esto es porque los mensajes no pueden contener sentimientos de odio, pasión, amor o tristeza.

- Taco Bell (Pizza Hut en la versión europea) es la única cadena de restaurantes existente, ya que ganó la "guerra de franquicias" que se dio a principios de siglo.

- Varios eufemismos y neologismos son utilizados en la película: el homicidio es mencionado como "terminación no sancionada de vida" y como "Muerte - Asesinato" o "MDK" (Murder Death Kill). Dado que el crimen de homicidio no ha tenido lugar en 22 años, la policía del futuro se confunde con el código de acceso para describir dicho delito.

- La más leve blasfemia constituye una violación al Estatuto de Moralidad Verbal, y es sancionado con una multa con valor de la mitad de un crédito por violación, lo cual se deduce automáticamente de las finanzas del infractor. Una máquina expide un comprobante de la multa.
- No existe como tal el dinero de forma física (billetes o monedas), sino que el dinero electrónico está intrínsecamente ligado al perfil biométrico de cada persona, a quien se le implanta un chip por debajo de la piel de la mano derecha. Cuando alguien quiere pagar productos o servicios, se escanea el chip con un lector láser o el saldo se deduce en automático.

- Son ilegales entre otras cosas, el alcohol, la cafeína, los deportes de contacto, los juguetes no educativos, la carne, picantes y los alimentos poco saludables, la sal de mesa y el tabaco. Por esta razón, la comida que se sirve en el futuro es de origen estrictamente vegetal y está elaborada principalmente a base de soja y algas.

- Las armas de fuego solo se pueden ver en los museos. El único armamento permitido para la policía son garrotes eléctricos con la función de inmovilizar a algún infractor.

- El contacto físico fue reconocido como el causante de la propagación de enfermedades de transmisión sexual en épocas pasadas y ahora es visto como inusual. El sexo ya no es un acto físico por las mismas razones, e incluso los besos están prohibidos. En cambio, el placer de tipo sexual solo se permite mediante el uso de simuladores de sexo ("Vir-Sex"), que son dos cascos estimuladores de los centros de placer del cerebro, y se colocan en las cabezas de los participantes.

- La procreación de hijos se realiza en un laboratorio, tomando muestras de ambos padres, se cultiva el feto y se le va capacitando en habilidades acordes a su perfil genético.

- El aborto es ilegal, pero también lo es el embarazo sin licencia.

- El papel higiénico ha sido sustituido por unos artefactos parecidos a tres conchas de mar, aunque su forma de uso jamás fue explicada en la película. Como gag humorístico en la película, Spartan espetó insultos frente a una máquina de infracciones, con el fin de obtener papel para limpiarse después de defecar. Al final de la película, Spartan le pregunta a Huxley como primer duda sobre el futuro: "¿Cómo se usan las tres conchas?", y la película se corta en lo que Huxley le va explicando.

- Durante una conversación con Spartan, Huxley revela que Arnold Schwarzenegger fue elegido presidente de los Estados Unidos, gracias a que se eliminó el requisito de ser estadounidense por nacimiento a través de una reforma a la 1.ª Enmienda de la Constitución.

## Elementos futuristas que se acercaron a la realidad
Con el paso del tiempo, el desarrollo tecnológico y social llevaron a que algunos elementos futuristas de la película se llevaron a cabo en la realidad. Además en el año 2020, se dio inicio a la pandemia de COVID-19 en todo el mundo y se implementaron medidas para combatir la enfermedad. Debido a eso, el panorama de salud y global se vio complejo, trayendo ciertas situaciones que resultaron ser similares a algunas en el film.
- Arnold Schwarzenegger, político estadounidense. En la cinta, durante una conversación con Spartan, Huxley revela que Schwarzenegger llegó a incursionar en la política estadounidense hasta que fue elegido presidente. En la realidad, terminó uniéndose al Partido Republicano de Estados Unidos llevando a que en el año 2003, Arnold se convirtió en gobernador de California, teniendo dicho mandato desde 2003 hasta el 2011, cubriendo dos legislaturas, así como permanecer el máximo tiempo posible como gobernador de California, lo que lo convierte en el inmigrante que más lejos ha llegado en el mundo político de Estados Unidos desde John G. Downey en 1862.

- Falta de papel higiénico. Debido a que se le pidió al público guardar confinamiento en su casa y el uso frecuente del sanitario por las familias, llevó al consumo masivo hasta llegar a darse un rehabastecimiento complicado.

- Videoconferencias y videollamadas. Como el público no podía salir de su hogar, se implementó con mayor regularidad el uso de herramientas informáticas para comunicación a distancia, tanto en escolares como para empresas. La otra opción de comunicación por Internet mediante videollamadas permite a dos o más personas que se encuentran en distintos lugares, verse, conversar e intercambiar información en tiempo real.

- Tablets. En el año 2000, Microsoft creó la primera tableta moderna, bajo el nombre de Microsoft Tablet PC. Aunque no tuvo mucho éxito en su lanzamiento, allanó el camino para otros dispositivos similares que vendrían después como las tablets iPad. Desde entonces, su existencia es algo común.

- Prohibición del contacto físico. Debido a los altos casos de contagios masivos de COVID-19, se tomó como medida el no practicar contacto físico para que no hubiera más exposición al virus.

- Relaciones por medio de realidad virtual. Se ha aplicado el uso de la realidad virtual como una herramienta para mejorar la intimidad en pareja.

- Vehículos autónomos. La investigación y desarrollo de nuevas tecnologías han permitido hacer que se realicen pruebas de vehículos que se conduzcan sin necesidad de alguien detrás del volante.

- Cámaras de seguridad por todas partes. Los avances en el ámbito de seguridad han permitido instalar numerosas cámaras de seguridad en múltiples zonas.

- El intentar controlar el lenguaje, opiniones y conducta de la gente. El uso de los medios de comunicación en las redes sociales ha hecho que se intente controlar la libertad de expresión, llevando a que se dieran tiempos donde casi nadie puede dar su opinión libremente.

## Producción

### Preproducción
Para llevar adelante el proyecto se juntaron los productores Michael Levy, Howard Kazanjian y Joel Silver. Una vez conseguido eso con éxito, para hacer el correspondiente largometraje, se tomó la decisión de contratar como director a Marco Brambilla, una decisión arriesgada, ya que la película era una superproducción. De esa manera él hizo su debut como director.

### Casting
Después vino el casting. Al principio se quiso tener como John Spartan a Jean-Claude Van Damme o a Steven Seagal, pero ambos no quisieron aceptar el papel. Por ello, al final, se eligió como protagonista a Sylvester Stallone. En cuanto al personaje de Simon Phoenix, se quiso al principio tener a Jackie Chan, pero él no quería interpretar el papel del villano. Por eso la elección finalmente para el papel cayó en Wesley Snipes. En cuanto a Lenina Huxley, se quiso tener como actriz a Lori Petty, pero ella fue despedida por diferencias creativas con el productor Joel Silver. Por ello fue sustituida por Sandra Bullock, una actriz casi desconocida en ese momento. De esa manera ella obtuvo su primer papel como protagonista.

### Rodaje
Una vez preparados los ingredientes de la película, se empezó la filmación. Comenzó el 10 de febrero de 1993 y terminó el 30 de julio de 1993. Para hacerla se rodó en diferentes localidades en California. Solo una escena del filme fue rodada en otro estado y esa escena se filmó en Kentucky.  Cabe también destacar, que cuando Wesley Snipes, experto de artes marciales, hacía sus patadas, las hacía tan rápido que la cámara no podía captarlas bien. Por ello se pidió al actor a que las hiciese más lentas.

### Posproducción
Se recortó el metraje original de forma considerable. Varias escenas violentas con Simon Phoenix fueron eliminadas por ser consideradas demasiado violentas. También se cortaron varias líneas de diálogo y se redujo el metraje de la batalla en el alcantarillado y en la batalla final.

## Recepción

### Taquilla
Estrenada el 8 de octubre de 1993 en Estados Unidos, la cinta fue un rotundo éxito en taquilla. En España se estrenó el 21 de enero de 1994. En la taquilla estadounidense la película entró directamente al número 1, llegando a la recaudación final de $58 millones de dólares solo en Estados Unidos; sumando lo recaudado internacionalmente la cifra asciende a $159 millones de la misma moneda.  
Contribuyó a que Sylvester Stallone volviese otra vez a la fama después de una bajón al respecto a principios de los noventa. También causó repercusión en la cultura popular, ya que se publicaron cómics y videojuegos al respecto, además de un libro basado en el film escrito por Robert Tine.

### Crítica
En cuanto a las críticas, la obra cinematográfica no cosechó en su momento críticas muy buenas, aunque aun así fue bien acogida por los aficionados de la ciencia ficción y de las películas de futuro distópico.
Hoy en día los críticos le otorgaron un 66% de comentarios positivos, según la página de Internet Rotten Tomatoes.